# Camera-look

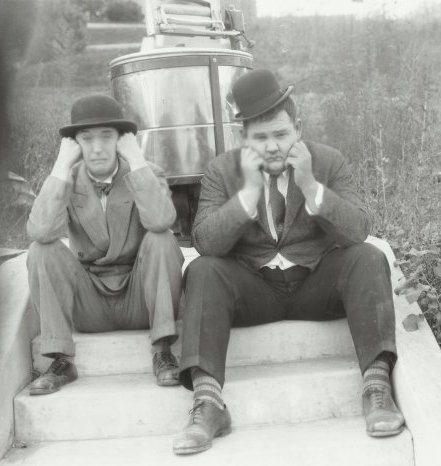
Foto di scena dalla comica Hats off! (1927) con Laurel & Hardy, è ben visibile la tecnica camera-look.

Camera-look (in italiano: "sguardo in camera" o "sguardo in macchina") è un espediente cinematografico consistente nel rivolgersi direttamente agli spettatori per ricercarne la complicità, guardando direttamente nella cinepresa con la rottura della quarta parete. Questa trovata è stata resa celebre da Oliver Hardy, che ebbe un grande gradimento dal pubblico che si sentiva totalmente coinvolto nella scena, il "camera-look" diventò così uno dei maggiori punti di forza della comicità dell'attore statunitense, soprattutto nelle pellicole girate insieme all'amico Stan Laurel.